# Mount Berger
Mount Berger ist ein rund 1500 m hoher Berg im westantarktischen Ellsworthland. Er ragt etwa 3 km nordöstlich des Mount Becker in den Merrick Mountains auf.
Kartografisch erfasst wurde er durch Vermessungen des United States Geological Survey und mithilfe von Luftaufnahmen der United States Navy zwischen 1961 und 1967. Das Advisory Committee on Antarctic Names benannte ihn 1966 nach Lieutenant Commander Raymond Eugene Berger (* 1923), Pilot der US Navy, der die Mannschaften der University of Wisconsin zur Erkundung dieses Gebiets in den Jahren 1965 und 1966 sowie Versorgungsflüge für diese Mannschaften geflogen hatte.